# Anniverscène
Albums de Tri Yann
Café du bon coin Le Vaisseau de pierre
Anniverscène est le premier album live du groupe Tri Yann, paru en 1985 pour les quinze ans du groupe. Neuf des douze titres qui le composent n'ont jamais été enregistrés en studio par le groupe (titres 1 à 8 et 12), dont An cailín rua, version gaélique originale de Si mort a mors ainsi que La Ballade du cheval Mallet qui marque l'évolution du groupe vers des scénographies plus élaborées.

## Titres
| No  | Titre                                                          | Durée |
| --- | -------------------------------------------------------------- | ----- |
| 1.  | Noz vad bugale (Inédit) (Traditionnel)                         | 2:13  |
| 2.  | Déjà mal mariée (Inédit) (Tri Yann - Traditionnel)             | 3:05  |
| 3.  | Marche en sol (Inédit) (Traditionnel/Tri Yann)                 | 3:24  |
| 4.  | An cailín Rua (Inédit) (Traditionnel)                          | 4:10  |
| 5.  | En dro venete (Inédit) (Tri Yann - Traditionnel)               | 5:11  |
| 6.  | La Dame de la roche (Inédit) (Tri Yann - Traditionnel)         | 4:24  |
| 7.  | Selen kelann (Inédit) (Traditionnel/Tri Tann)                  | 3:09  |
| 8.  | Le Capitaine de Saint-Malo (Inédit) (Traditionnel)             | 3:29  |
| 9.  | Les Chevaux du Méné-Bré (Tri Yann)                             | 1:32  |
| 10. | Song for Ye, Jacobites (Traditionnel/Tri Yann)                 | 4:02  |
| 11. | La Jument de Michao (Traditionnel/Tri Yann)                    | 3:54  |
| 12. | La Ballade du cheval Mallet (Inédit) (Tri Yann - Traditionnel) | 6:52  |

## Musiciens
- Jean Chocun : guitare acoustique, guitare électrique, mandoline, chant
- Jean-Paul Corbineau : guitare acoustique, chant
- Jean-Louis Jossic : flûtes, cromorne,  bombarde, chalémie, psaltérion, chant
- Bernard Baudriller : basse, flûtes, violon, violoncelle, dulcimer, chant
- Gérard Goron : mandoloncelle, batterie électronique, claviers, chant
- Bruno Sabathé : synthétiseurs, chant